# 萊克蘭肖爾斯 (明尼蘇達州)
萊克蘭肖爾斯（英語：Lakeland Shores）是一個位於美國明尼蘇達州華盛頓縣的城市。

## 人口
根據2020年美國人口普查的數據，萊克蘭肖爾斯的面積為1.91平方千米，當中陸地面積為0.82平方千米，而水域面積為1.09平方千米。當地共有人口339人，而人口密度為每平方千米177人。